# Zastupitel
Zastupitel je v Česku člen zastupitelstva, tedy voleného orgánu samosprávy, který řídí kraj, obec nebo její část. Jeho mandát vzniká zvolením, při prvním zasedání, jehož se účastní, však je povinen složit slib ve znění předepsaném zákonem.